# フリッツ・プフェファー
フリッツ・プフェファー（独: Fritz Pfeffer、1889年4月30日 - 1944年12月20日）は、ユダヤ系ドイツ人の歯科医・ホロコースト犠牲者。『アンネの日記』の著者アンネ・フランクが暮らしていた隠れ家の同居人の一人。『アンネの日記』上では「アルベルト・デュッセル」という偽名で表記されている。

## 略歴
衣服や織物の販売店を経営していたイグナツ・プフェファー（Ignatz Pfeffer）とジャネット・ヒルシュ＝プフェファー（Jeannette Hirsch-Pfeffer）夫妻の五人の子供の一人としてドイツ帝国北部ギーセンに生まれる。ユダヤ系の家庭だった。
歯科とあごの外科を学び、1911年に医師資格を得る。ベルリンで病院を開業した。第一次世界大戦でドイツ帝国軍に勤務。
戦後の1920年にヴェラ・ビティナー（Vera Bythiner）と結婚。1927年、彼女との間に一人息子ヴェルナー・ペーター・プフェファー（Werner Peter Pfeffer）を設けた。しかし1932年に離婚している。息子のヴェルナーは彼が引き取ることとなったが、1933年に反ユダヤ主義政党国家社会主義ドイツ労働者党（ナチス党）が政権を掌握したことで反ユダヤ主義が強まり、1938年の反ユダヤ主義暴動水晶の夜を見て息子をドイツに置いておくことに危機感を持ち、1938年にイギリスにいる兄弟のエルンストの所へ息子のヴェルナーを送っている。なおエルンストは1944年に死亡しており、その後ヴェルナーはアメリカのカリフォルニアへ移住している。後にピーター・ペーパー（Peter Pepper）と改名して実業家として成功した（1995年2月15日に死去）。
プフェファーの父イグナツは1942年10月にテレージエンシュタット強制収容所で殺害された。母ジャネットは1925年に死亡した。 彼の兄弟のユリウス・プフェファー（Julius Pfeffer）は、1928年に死亡。同じく兄弟のエミール・プフェファー（Emil Pfeffer）は大英帝国自治領南アフリカに移住し、エルンスト・プフェファー（Ernst Pfeffer）はイギリス本国に移住、ハンス・プフェファー（Hans Pfeffer）はアメリカ・ニュージャージー州に移住している。また離婚した妻ヴィラはアウシュヴィッツ強制収容所で死亡している。 
1936年に非ユダヤ人女性のシャーロッタ・カレータ（Charlotta Kaletta）と恋人となる。しかしユダヤ系と非ユダヤ系の結婚を禁じたニュルンベルク法のために結婚できなかった。プフェファーは1938年11月におこった反ユダヤ主義暴動「水晶の夜」事件を見て本格的に危険が迫ってきていることを悟り、12月に故国ドイツを離れる決意を固めた。シャーロッタとともにオランダ・アムステルダムへ移住し、ここで歯科医を開業した。同じくドイツから逃れてきたユダヤ系のオットー・フランク一家やヘルマン・ファン・ペルス一家と親しくなった。また後に隠れ家での生活を支援するミープ・ヒースとフランク家を通じて知り合い、彼女はプフェファーの患者の一人となった（また後年には息子ヴェルナーも生前、ミープと知り合えた）。
しかしアムステルダムでの平和な生活も長くは続かなかった。二年後にドイツ軍がオランダを侵略し、全土がドイツ占領下に置かれてしまった。オランダ総督アルトゥール・ザイス＝インクヴァルト親衛隊中将はオランダでも次々と反ユダヤ立法を行う。プフェファーは再び危険な立場に置かれた。彼はミープ・ヒースに隠れられる場所を相談した。ミープはオットー・フランクの会社があったアムステルダム・プリンセンフラハト通り263番地ですでに隠れ家生活に入っていたフランク一家やファン・ペルス一家にプフェファーのことを相談した。オットー・フランクはプフェファーを同居人に加えることに賛成し、プフェファーもここで隠れ家生活に入ることとなった。この際、職業上の都合で隠れ家入りの予定を数日延期しており、それはオットー・フランクも了解の上だったのだが、アンネは日記上で批判していた。シャーロッタはユダヤ系ではないため、隠れ家生活には入らなかった。
『アンネの日記』によるとプフェファーは隠れ家の中でも歯科医を「開業」し、他の隠れ家メンバーの診療を行っていたという。しかしプフェファーはアンネ・フランクと同室を使用（彼自身が猫アレルギーだったことから、ペーター・ファン・ペルスと同室にはできなかった）していたため、机の使用などをめぐってアンネと折り合いが悪く、しかもアンネにマナーの説教をすることがあり、アンネは日記上でプフェファーを悪役にすることが多い。プフェファーの説教的な態度を尊大な態度と見て「閣下」と呼ぶなどして皮肉っている。ちなみに変名に使われた「デュッセル」とは、ドイツ語で「まぬけ」の意味だった。

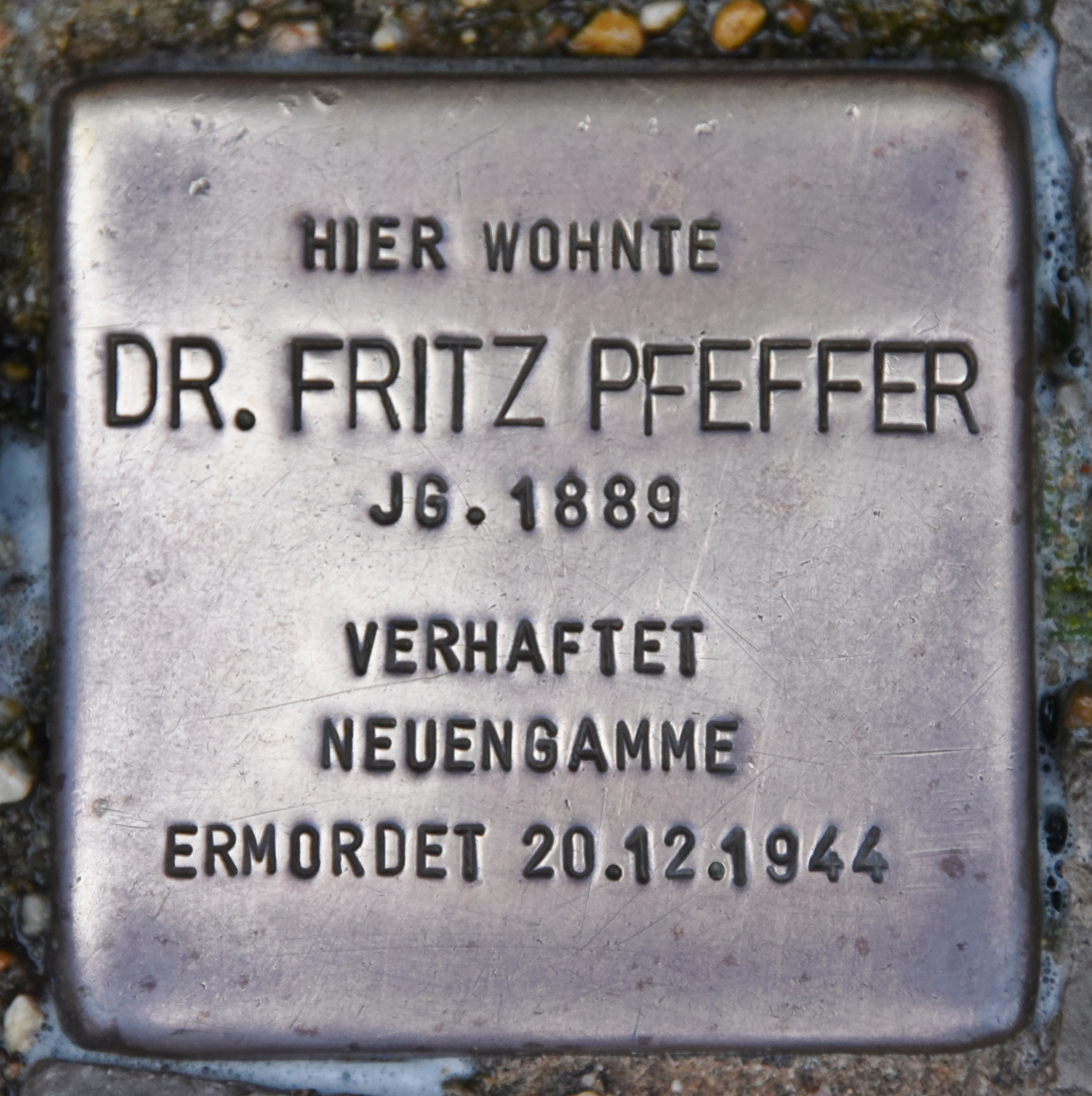
フリッツ・プフェファーを記念した「つまずきの石」
(ベルリン・シェーネベルク・リーツェンブルガー通り20b)

1944年8月4日、通報を受けて出動したカール・ヨーゼフ・ジルバーバウアー親衛隊曹長率いるアムステルダム・SDユダヤ人課が隠れ家へ踏み込んできた。プフェファーを含めてすべての隠れ家住人は逮捕された。逮捕後、プフェファーは他の隠れ家メンバーとともにヴェステルボルク通過収容所を経て9月5日から6日にかけての夜にアウシュヴィッツ＝ビルケナウ強制収容所へ送られた。しかしプフェファーが死亡したのは1944年12月20日にノイエンガンメ強制収容所においてである。『アウシュヴィッツ・ノート』によると9月6日から12月20日の間にアウシュヴィッツからノイエンガンメへ直接移送が行われたことはないとされているため、おそらく10月29日発車の移送列車でザクセンハウゼン強制収容所（あるいは10月28日発車の移送列車でブーヘンヴァルト強制収容所）へ送られ、その後ノイエンガンメ強制収容所へ送られたのだと考えられている。
ノイエンガンメ強制収容所に収容された後、プフェファーは1944年12月20日に腸炎で亡くなった。プフェファーの最初の妻ヴェラ・ビティナーもアウシュヴィッツで殺害されたが、息子のヴェルナーとシャーロッタ・カレータは戦争を生き延びた。1953年4月9日、シャーロッタ・カレータとフリッツ・プフェファーの結婚は1937年5月31日に遡って認められた。

## 人物
アンネの日記の描写からプフェファーは偏見を持たれることが多いが、元来彼は真面目で知的な人物だった。また他の7人と違って彼は家族と切り離されて一人だった。妻シャーロッタとの連絡もミープを通じてする手紙でしかできなかった。その手紙から見えるプフェファーの人物像はアンネの日記から見えるものとは大きく異なっている。隠れ家に入る直前に彼は妻に次の手紙を書いていた。